# Casa memorială Sándor Petőfi de la Turda
Casa memorială Sándor Petőfi de la Turda (casa parohială a Bisericii Reformate-Calvine din Turda-Veche, str. Dr. Ioan Rațiu nr. 44, din anul 1750 până azi) este o casă construită în secolul al XVIII-lea, în care a poposit pentru câteva zile poetul maghiar Sándor Petőfi în luna iulie 1849, în drum spre câmpul de luptă de la Albești (lângă Sighișoara), unde și-a gasit moartea pe data de 31 iulie 1849.
În curtea casei se păstrează mai multe piese romane aduse din castrul Potaissa, precum și vechea poartă de lemn prin care a trecut Petöfi Sándor la scurta sa vizită aici.
Casa Sándor Petőfi din Turda este înscrisă pe lista monumentelor istorice din județul Cluj, elaborată de Ministerul Culturii din România în anul 2015 (cod LMI CJ-IV-m-B-07866).

## Galerie de imagini

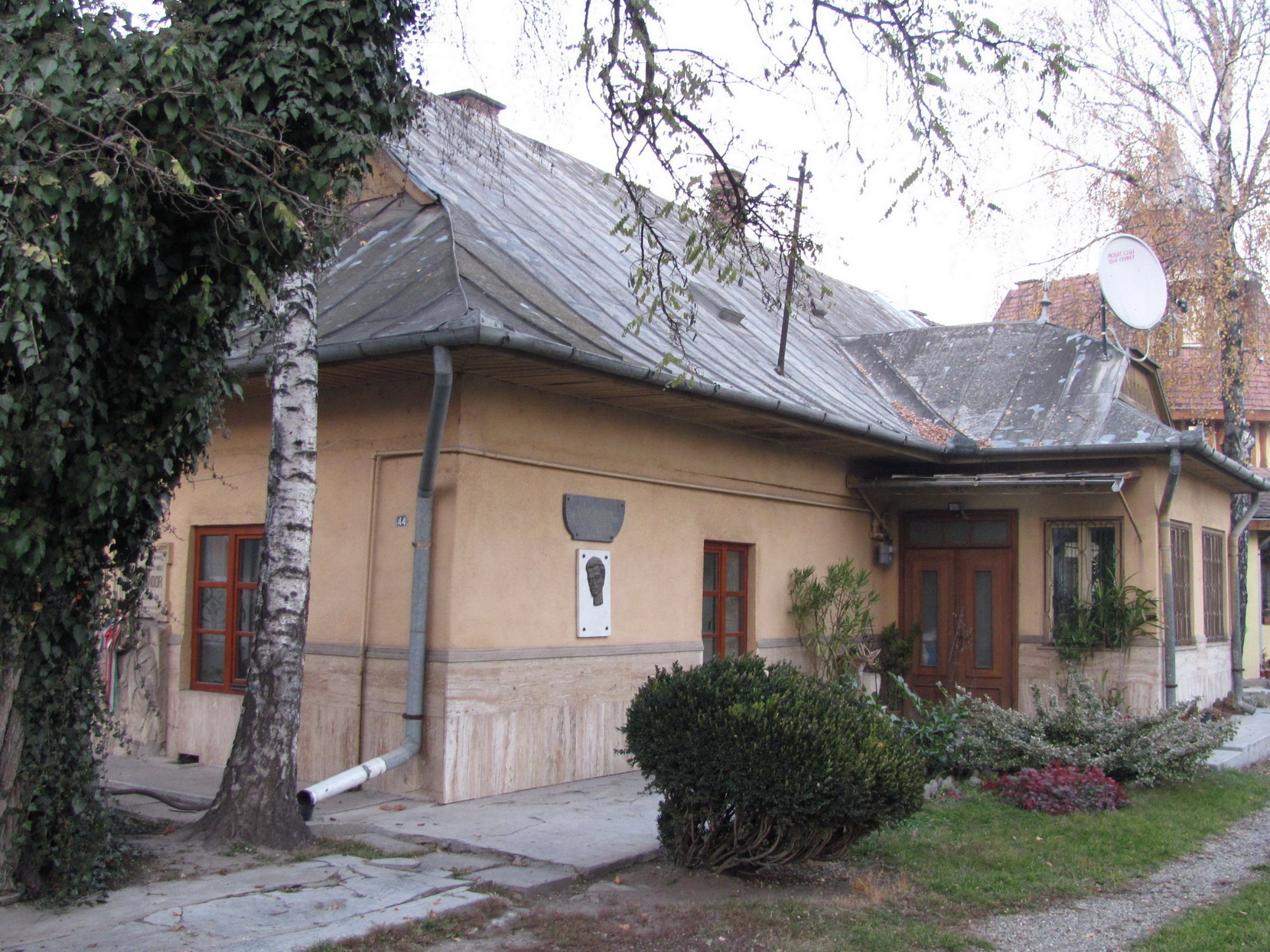
Casa memorială Sándor Petőfi
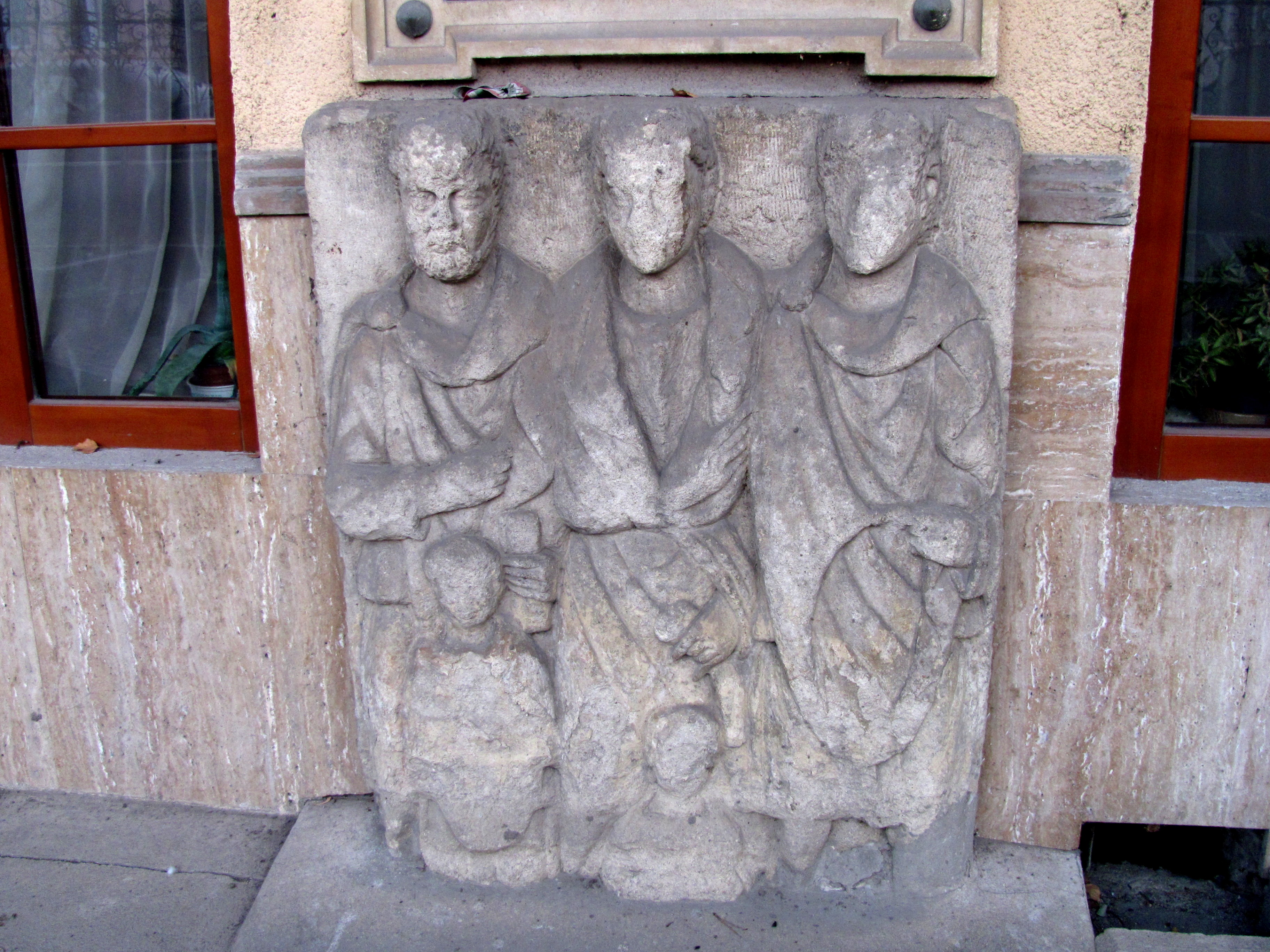
Basorelief roman (sec.III-IV) păstrat în curtea casei